# 海老名國分站
海老名國分站（日语：／）是曾經存在於神奈川县高座郡海老名町（现在的海老名市）, 東京急行電鐵小田原線的廢站（座間－海老名）。設置海老名站（與相模鐵道連接）後，1943年4月1日廢除。
35°27′40″N 139°23′53.2″E / 35.46111°N 139.398111°E